# ATX Open
ATX Open este un turneu de tenis feminin desfășurat în Austin, Statele Unite. Prima ediție are loc în februarie 2023. ATX Open face parte din Circuitul WTA și este listat ca turneu WTA 250. Turneul a fost acordat orașului Austin în martie 2022. Se desfășoară la Westwood Country Club pe unsprezece terenuri cu suprafețe dure în aer liber.

## Rezultate

### Simplu
| An   | Campioană      | Finalistă         | Scor          |
| ---- | -------------- | ----------------- | ------------- |
| 2023 | Marta Kostiuk  | Varvara Gracheva  | 6–3, 7–5      |
| 2024 | Yuan Yue       | Wang Xiyu         | 6–4, 7–6(7–4) |
| 2025 | Jessica Pegula | McCartney Kessler | 7–5, 6–2      |

### Dublu
| An   | Campioane                      | Finaliste                            | Scor             |
| ---- | ------------------------------ | ------------------------------------ | ---------------- |
| 2023 | Erin Routliffe Aldila Sutjiadi | Nicole Melichar-Martinez Ellen Perez | 6–4, 3–6, [10–8] |
| 2024 | Olivia Gadecki Olivia Nicholls | Katarzyna Kawa Bibiane Schoofs       | 6–2, 6–4         |
| 2025 | Anna Blinkova Yuan Yue         | McCartney Kessler Zhang Shuai        | 3–6, 6–1, [10–4] |